# Julie Lynn Holmes
Julie Lynn Holmes (* 23. März 1951 in North Hollywood, Kalifornien) ist eine ehemalige US-amerikanische Eiskunstläuferin, die im Einzellauf startete.
Bei den nationalen Meisterschaften stand Holmes, die erst von Nancy Rush und dann von Carlo Fassi trainiert wurde, immer im Schatten von Janet Lynn. Von 1969 bis 1972 wurde sie Vizemeisterin hinter ihr. Bei den Weltmeisterschaften dagegen konnte sie Lynn immer schlagen. Holmes war eine starke Pflichtfigurenläuferin, während Lynn ihre Stärke in der Kür hatte. 1969 bestritt Holmes im heimischen Colorado Springs ihre erste Weltmeisterschaft und beendete sie auf dem vierten Platz. Bei ihrer nächsten Weltmeisterschaft, 1970 in Ljubljana, gewann sie mit Bronze hinter Gabriele Seyfert und Beatrix Schuba bereits ihre erste Medaille. Ihren größten Erfolg aber feierte sie ein Jahr später in Lyon, bei ihrer dritten und letzten Weltmeisterschaft. Nach dem Rücktritt von Gaby Seyfert wurde sie dort hinter Beatrix Schuba Vize-Weltmeisterin. Ihre einzigen Olympischen Spiele beendete sie 1972 in Sapporo auf dem vierten Platz.
Nach den Olympischen Spielen beendete sie ihre Amateurkarriere und tourte mit der Eiskunstlaufrevue Ice Capades. Später arbeitete sie auch halbtags als Trainerin.

## Ergebnisse
| Wettbewerb / Jahr                | 1968 | 1969 | 1970 | 1971 | 1972 |
| -------------------------------- | ---- | ---- | ---- | ---- | ---- |
| Olympische Winterspiele          |      |      |      |      | 4.   |
| Weltmeisterschaften              |      | 4.   | 3.   | 2.   |      |
| US-amerikanische Meisterschaften | 6.   | 2.   | 2.   | 2.   | 2.   |